# 1985年の全日本耐久選手権
1985年の全日本耐久選手権は、1985年4月7日に鈴鹿サーキットで開幕し、11月24日に富士スピードウェイで閉幕するまで、全6戦で争われた。この年から富士ロングディスタンスシリーズ3戦がシリーズに加わった。

## 開催カレンダー
| 開催日   | 開催地 | イベント名                   | 優勝 | 優勝                                                    | PP | PP                                                    |
| 開催日   | 開催地 | イベント名                   | #    | ドライバー - 周回数 / 車種                              | #  | ドライバー - タイム / 車種                            |
| 4月7日   | 鈴鹿   | インターナショナル鈴鹿500km  | 38   | ジェフ・リース エイエ・エリジュ 85周 / 童夢・84C/トヨタ | 25 | 高橋国光 1分59秒09 / ポルシェ・962C                   |
| 5月5日   | 富士   | 全日本富士1000km             | 1    | バーン・シュパン 鈴木恵一 227周 / ポルシェ・956         | 25 | 高橋国光 1分19秒97 / ポルシェ・962C                   |
| 7月28日  | 富士   | 全日本富士500マイル          | 25   | 高橋国光 高橋健二 182周 / ポルシェ・962C                | 25 | 高橋国光 1分19秒69 / ポルシェ・962C                   |
| 8月25日  | 鈴鹿   | インターナショナル鈴鹿1000km | 25   | 高橋国光 高橋健二 170周 / ポルシェ・962C                | 28 | 星野一義 1分58秒602 / マーチ・85G/日産                |
| 10月6日  | 富士   | WEC-JAPAN                    | 28   | 星野一義 松本恵二 萩原光 62周 / マーチ・85G/日産        | 2  | ハンス＝ヨアヒム・スタック 1分15秒92 / ポルシェ・962C |
| 11月24日 | 富士   | 全日本富士500km              | 25   | 高橋国光 高橋健二 85周 / ポルシェ・962C                 | 11 | 長谷見昌弘 1分16秒48 / マーチ・85G/日産               |

## 主なエントリー
| No.   | マシン                                | ドライバー                                                     | エントラント                           | タイヤ |
| ----- | ------------------------------------- | -------------------------------------------------------------- | -------------------------------------- | ------ |
| 1     | ポルシェ・956                         | バーン・シュパン 鈴木恵一 ジョージ・フーシェ                   | トラスト                               | D      |
| 2     | MCS・グッピー/BMW ポルシェ・956       | 高原敬武 戸谷千代三 鈴木利男                                   | アルファキュービック・レーシングチーム | B      |
| 3     | トムス・85C/トヨタ                    | 長坂尚樹 赤池卓                                                | オートビューレック・モータースポーツ   | D      |
| 6     | ランチア・LC2                         | アレッサンドロ・ナニーニ アンリ・ペスカロロ ルイス・チェザリオ | ガレージ・伊太利屋                     | D      |
| 8     | トムス・85C/トヨタ                    | 小河等 浅井順久                                                | レイズ・レーシング・ディビジョン       | D      |
| 11    | ルマン・LM04C/日産 マーチ・85G/日産   | 長谷見昌弘 和田孝夫                                            | ハセミモータースポーツ                 | D      |
| 12 26 | ルマン・LM04C/日産 ルマン・LM05C/日産 | 松本恵二 中子修 森本晃生 エマニュエル・ピロ                    | パナスポーツ・ジャパン                 | B      |
| 20    | ルマン・LM04C/日産 ローラ・T810/日産  | 柳田春人 鈴木亜久里                                            | セントラル20レーシングチーム           | D      |
| 25    | ポルシェ・962C                        | 高橋国光 高橋健二                                              | アドバンスポーツノバ                   | Y      |
| 27    | ポルシェ・956                         | 米山二郎 岡田秀樹                                              | フロムAレーシング                      | D      |
| 28    | マーチ・83G/日産 マーチ・85G/日産     | 星野一義 松本恵二 萩原光                                       | ホシノレーシング                       | B      |
| 35    | トムス・85C/トヨタ                    | 鈴木利男 星野薫                                                | ミサキスピード                         | B      |
| 36    | トムス・84C/トヨタ トムス・85C/トヨタ | 中嶋悟 関谷正徳 星野薫 鈴木利男                                | トムス                                 | B      |
| 37    | トムス・85C/トヨタ                    | ティフ・ニーデル ジェームス・ウィーバー                        | チーム・イクザワ                       | D      |
| 38    | 童夢・84C/トヨタ 童夢・85C/トヨタ     | ジェフ・リース エイエ・エリジュ 鈴木利男                       | 童夢                                   | D      |
| 62 84 | BMW・M1C                              | 茂木和男 本橋敏生                                              | オートビューレック・モータースポーツ   | Y      |
| 85    | マツダ・737                           | 片山義美 従野孝司 ピエール・デュドネ                           | マツダスピード                         | D      |
| 86    | マツダ・737                           | 寺田陽次郎 デビッド・ケネディ                                  | マツダスピード                         | D      |